# Functor
In de categorietheorie, een onderdeel van de wiskunde, is een functor een speciaal soort afbeelding tussen categorieën.
Functors werden voor het eerst onderzocht in de algebraïsche topologie, waar algebraïsche objecten (zoals de fundamentaalgroep) worden gekoppeld aan  topologische ruimten, en algebraïsche homomorfismen worden gekoppeld aan continue afbeeldingen. Tegenwoordig worden functors in heel de moderne wiskunde gebruikt om verschillende categorieën aan elkaar te relateren. Het woord "functor" werd door wiskundigen geleend van de filosoof Carnap [ Mac Lane, blz. 30]. Carnap gebruikte de term "functor" in relatie tot functies op dezelfde wijze zoals predicaten zich verhouden tot eigenschappen. [Zie Carnap, The Logical Syntax of Language (De logische syntaxis van de taal), blz.13-14, 1937, Routledge & Kegan Paul.] Voor Carnap was een functor, dit in tegenstelling tot het moderne gebruik in de wiskundige categorietheorie, een taalkundige term. Voor categorietheoretici staat een functor voor een bepaald soort functie.

## Definitie
Een (covariante) functor is een structuurbehoudende afbeelding tussen categorieën. Een functor {\displaystyle F} van de categorie {\displaystyle {\mathcal {C}}} naar de categorie {\displaystyle {\mathcal {D}}} bestaat uit
- een afbeelding {\displaystyle F:\operatorname {Ob} ({\mathcal {C}})\to \operatorname {Ob} ({\mathcal {D}})} van de objecten van {\displaystyle {\mathcal {C}}} naar de objecten van {\displaystyle {\mathcal {D}}}
- afbeeldingen {\displaystyle F\colon \operatorname {Mor} _{\mathcal {C}}(X,Y)\to \operatorname {Mor} _{\mathcal {D}}(F(X),F(Y))} tussen de morfismen van elk tweetal objecten {\displaystyle X}, {\displaystyle Y} van {\displaystyle {\mathcal {C}}}.

De afbeeldingen tussen de morfismen moeten:
- compatibel zijn met de samenstelling, dus {\displaystyle F(f\circ g)=F(f)\circ F(g)}.
- de identieke morfismen behouden: {\displaystyle F(\operatorname {id} _{X})=\operatorname {id} _{F(X)}}.

En contravariante functor (of cofunctor) van {\displaystyle {\mathcal {C}}} naar {\displaystyle {\mathcal {D}}} is een functor van de tegenovergestelde categorie {\displaystyle {\mathcal {C}}^{\operatorname {op} }} naar {\displaystyle {\mathcal {D}}}. Equivalent kan een cofunctor beschreven worden als een functor, met dit verschil:
- de afbeeldingen tussen de morfismen  gaan van {\displaystyle \operatorname {Mor} _{\mathcal {C}}(X,Y)} naar {\displaystyle \operatorname {Mor} _{\mathcal {D}}(F(Y),F(X))}.
- de compatibiliteit met de samenstelling luidt {\displaystyle F(f\circ g)=F(g)\circ F(f)}.

Een functor {\displaystyle F\colon {\mathcal {C}}\to {\mathcal {C}}} van een categorie naar zich zelf heet endofunctor.
Als {\displaystyle {\mathcal {C}},{\mathcal {D}},{\mathcal {E}}} categorieën zijn en {\displaystyle F\colon {\mathcal {C}}\to {\mathcal {D}}} en {\displaystyle G\colon {\mathcal {D}}\to {\mathcal {E}}} co- of contravariante functors, dan is de samenstelling  {\displaystyle GF}, die formeel gedefinieerd is door
{\displaystyle (G\circ F)(X)=G(F(X)),\quad (G\circ F)(f)=G(F(f))}
voor objecten {\displaystyle X} en Morphismen {\displaystyle f}, een functor {\displaystyle {\mathcal {C}}\to {\mathcal {E}}}. De samenstelling {\displaystyle GF} is precies dan covariant, als {\displaystyle F} en {\displaystyle G} beide co- of beide contravariant zijn; anders contravariant.

### Typen functors
- Optelbare functor: een functor tussen categorieën, waarvan de hom-vergelijkingen abelse groepen zijn, is optelbaar als het een groepshomomorfisme is op de hom-vergelijkingen
- Geadjugeerde functors: functors F en G zijn geadjugeerd als Hom(FX,Y) ≅ Hom(X,GY), waar het isomorfisme natuurlijk is in X en Y
- Afgeleide functor: het beeld van een korte exacte rij onder een functor die alleen half-exact is kan worden uitgebreid naar een lange exacte rij, waarvan de objecten afbeeldingen van een afgeleide functor zijn
- Verrijkte functor, generalisatie voor verrijkte categorieën van het begrip functor
- Vergeetachtige functor, die enkele of alle delen van de structuur of eigenschappen van het object 'vergeet'
- Essentieel surjectieve functor: een functor waarvan elk object zijn codomein isomorf is met het beeld van een object in het domein
- Exacte functor: een functor die korte exacte rijen omzet naar korte exacte rijen
- Trouwe functor: een functor die injectief is op de verzameling van morfismen met gegeven domein en codomein
- Volledige functor: een functor die surjectief is op de verzameling van morfismen met gegeven domein en codomein
- Gladde functor: een functor F van K-Vect naar K-Vect, zodanig dat Hom(V,W) → Hom(FV,FW) glad is. Voorbeelden zijn V*, ΛkV, ΣkV en dergelijke.

### Andere zaken
- Diagram (categorietheorie)
- Functorcategorie
- Kan-uitbreiding